# Barclay Plager
Barclay Graham Plager (* 26. März 1941 in Kirkland Lake, Ontario; † 6. Februar 1988 in Creve Coeur, Missouri, USA) war ein kanadischer Eishockeyspieler und -trainer, der im Verlauf seiner aktiven Karriere zwischen 1957 und 1978 unter anderem 682 Spiele für die St. Louis Blues in der National Hockey League (NHL) auf der Position des Verteidigers bestritten hat. In der Folge war Plager, der zwischen 1971 und 1976 auch der fünfte Mannschaftskapitän in der Geschichte der Blues war, bis zu seinem Tod im Trainerteam des Teams tätig und zeitweise auch deren Cheftrainer.

## Karriere
Barclay Plager wuchs in einer Gegend auf, in der Eishockey eine der wenigen Möglichkeiten war, der üblichen Arbeit als Minenarbeiter zu entgehen. Auch wenn er nicht alleine mit seinem Talent diesen Sprung hätte schaffen können, beeindruckte sein Einsatz und verdeckte kleinere Schwächen im spielerischen Bereich. Er spielte während seiner Juniorenzeit bei den Peterborough Petes in der Ontario Hockey Association, bevor er bei den Hull-Ottawa Canadiens in der Eastern Professional Hockey League seine erste Station bei den Senioren hatte. Nach Einsätzen bei den As de Québec, Pittsburgh Hornets, Edmonton Flyers und Omaha Knights kam er 1964 zu den Springfield Indians, die in der American Hockey League spielten. Hier war NHL-Legende Eddie Shore sein Trainer und formte ihn. In einer Zeit, als nur sechs Teams in der NHL spielten, reichte es nicht sich dort durchzusetzen. Die Rechte an ihm wurden von Canadiens de Montréal über die Detroit Red Wings und Los Angeles Kings an die New York Rangers gegeben. Nachdem er den Beginn der Saison 1967/68 wieder nur im Farmteam bei den Buffalo Bisons in der AHL gespielt hatte, wurde er Ende November 1967 gemeinsam mit Red Berenson zu den St. Louis Blues transferiert. Bei diesem Team, das sich in seiner ersten NHL-Saison befand, spielte auch sein Bruder Bob. Er schaffte auf Anhieb den Sprung in die Liga und bildete mit seinem Bruder das Herz der Verteidigung der Blues. Im Jahr darauf stieß mit Bill auch der dritte Bruder zum Team. Barclay war einer der Führungsspieler im Team und so war es keine Überraschung, dass er ab 1972 Mannschaftskapitän bei den Blues war. Sein stetiger Einsatz machte ihn auch zu einem der Zuschauerlieblinge.
Mit 35 Jahren wollte er 1976 seine NHL-Karriere beenden und glänzte als Spielertrainer im Farmteam, bei den Kansas City Blues. Für zwei Spiele kehrte er in die NHL zurück. Zum Ende einer weiteren Spielzeit als Spielertrainer der Salt Lake Golden Eagles beendete er seine Karriere auf dem Eis und war nur noch hinter der Bande tätig. Die Blues suchten einen Nachfolger für Leo Boivin und Plager übernahm das schwächelnde Team. Er nahm ab 1980 auch Aufgaben als Scout und Assistenztrainer bei den Blues wahr. Zur Mitte der Saison 1982/83 übernahm er für 48 Spiele der regulären Saison noch einmal die Aufgabe des Cheftrainers und führte das Team in die Playoffs. Danach rückte er wieder ins zweite Glied.
Schon zuvor, am 24. März 1981 war seine Trikotnummer 8 bei den Blues gesperrt worden. Anfang 1987 hatte man bei ihm einen Hirntumor festgestellt. Eine Operation hatte er gut überstanden, doch bald entdeckte man einen weiteren Tumor. Am 6. Februar 1988 erlag er dieser Krankheit. Drei Tage später beim NHL All-Star Game gab es zu seinen Ehren eine Gedenkminute.

## Erfolge und Auszeichnungen
| - 1959 J.-Ross-Robertson-Cup-Gewinn mit den Peterborough Petes - 1961 OHA First All-Star Team - 1964 CPHL Most Valuable Defenseman Award - 1964 CPHL First All-Star Team - 1970 Teilnahme am NHL All-Star Game - 1971 Teilnahme am NHL All-Star Game | - 1973 Teilnahme am NHL All-Star Game - 1974 Teilnahme am NHL All-Star Game - 1977 Adams-Cup-Gewinn mit den Kansas City Blues - 1977 Tommy Ivan Trophy - 1977 CHL Second All-Star Team - 1981 Sperrung der Trikotnummer 8 durch die St. Louis Blues |

## Karrierestatistik
(Legende zur Spielerstatistik: Sp oder GP = absolvierte Spiele; T oder G = erzielte Tore; V oder A = erzielte Assists; Pkt oder Pts = erzielte Scorerpunkte; SM oder PIM = erhaltene Strafminuten; +/− = Plus/Minus-Bilanz; PP = erzielte Überzahltore; SH = erzielte Unterzahltore; GW = erzielte Siegtore; 1 Play-downs/Relegation; Kursiv: Statistik nicht vollständig)

### NHL-Trainerstatistik
(Legende zur Trainerstatistik: Sp oder GC = Spiele insgesamt; W oder S = erzielte Siege; L oder N = erzielte Niederlagen; T oder U = erzielte Unentschieden; OTL oder OTN = erzielte Niederlagen nach Overtime oder Shootout; Pts oder Pkt = erzielte Punkte; Pts% oder Pkt% = Punktquote; Win% = Siegquote; Resultat = erreichte Runde in den Play-offs)